# Naturschutzgebiet Brauke
Das Naturschutzgebiet Brauke mit einer Größe von 9,5 ha liegt am Südrand der Gemeinde Herscheid. Das Naturschutzgebiet (NSG) wurde 1998 vom Märkischen Kreis mit dem Landschaftsplan Nr. 5 Herscheid ausgewiesen. Im Nordosten grenzt das NSG direkt an die Landstraße 707. Das NSG befindet sich am südöstlich Berghang des Herveler Kopfes.
Das NSG Brauke wurde 2004 als Teilfläche des FFH-Gebietes Ebbemoore mit der Nummer DE 4812-301 und einer Größe von 1.068 ha ausgewiesen. Fünf weitere Teilflächen liegen in der Gemeinde Herscheid. Große Teile dieses FFH-Gebietes liegen auch im Stadtgebiet Meinerzhagen.

## Gebietsbeschreibung
Bei NSG handelt es sich um ein Waldgebiet. Bei Teilen des Waldes handelt es sich um Schwarzerlenbruchwald, der mit Rotfichten durchsetzt ist. Südlich vom Bruchwaldbereich stockt auf einem steilen Nord-Nordwest-Hang ein alter totholzreicher Rotbuchenwald mit vereinzelten Traubeneichen und Sandbirken. Die mehrstämmigen Rotbuchen weisen auf eine ehemalige Niederwaldbewirtschaftung hin. Am Oberhang geht der Buchenwald in einen lichten Birkenbruchwald über. Entlang der L 707 fließt ein Quellbach des Ebbebaches mit einem Gehölzsaum aus Schwarzerle und Bergahorn. Der Bruchwaldbereich besitzt eine Torfauflage mit größeren Polstern von Torfmoos. In der Krautschicht sind Pfeifengras sowie Rasen- und Drahtschmiele aspektbildend. Im NSG sind zahlreiche gefährdete Pflanzen- und Insektenarten nachgewiesen. Zum Zeitpunkt der NSG-Ausweisung befanden sich mehrere Entwässerungsgräben im NSG, welche dazu führten, dass Teilbereiche bereits stark ausgetrocknet waren.